# Gare de Temagami
La  gare de Temagami est une gare ferroviaire canadienne, située sur le territoire de la municipalité de Temagami dans la province de l'Ontario.  l'ONR.

## Histoire

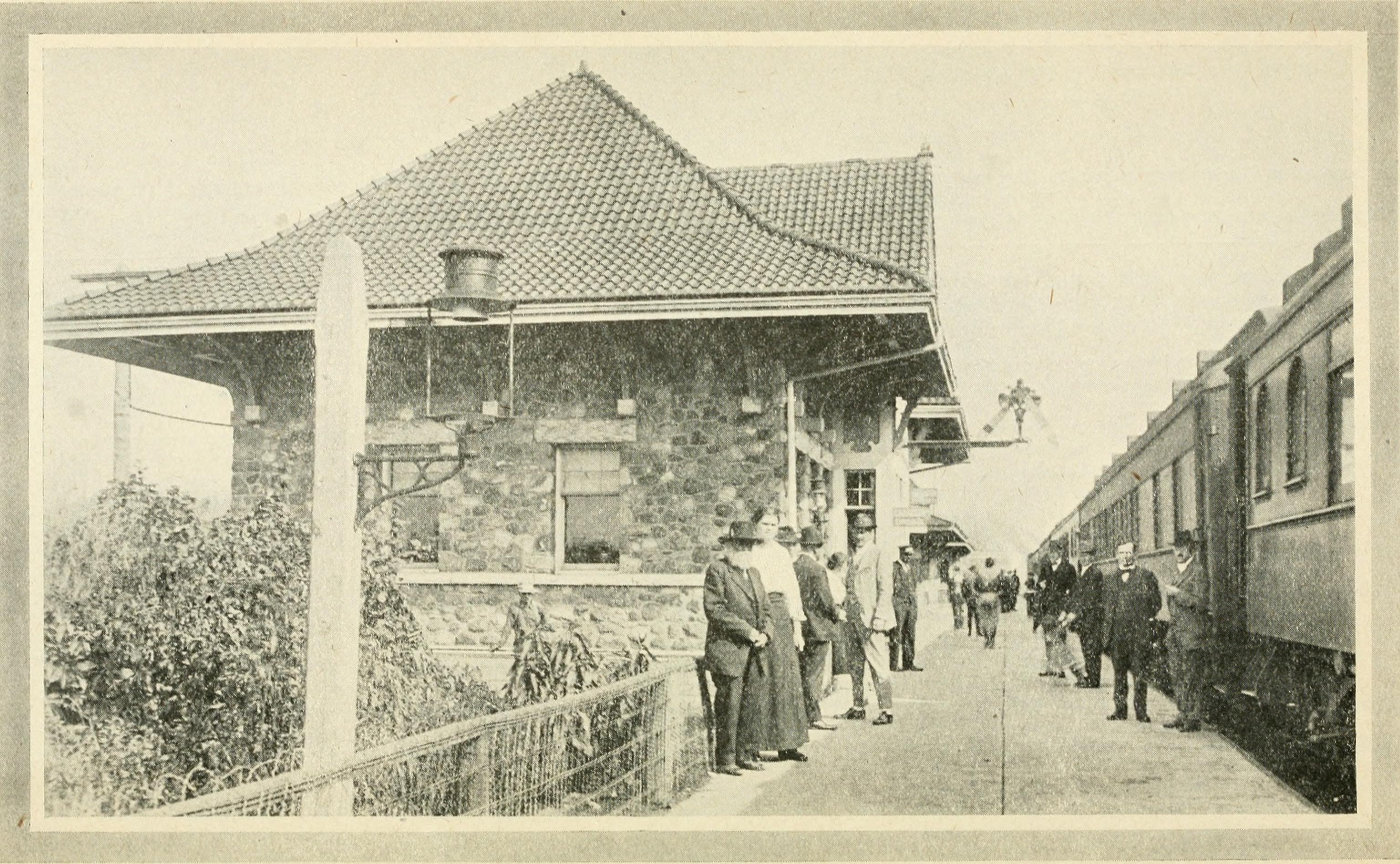
La gare en 1918.

## Patrimoine ferroviaire
L'ancien bâtiment, fermé et désaffecté, est toujours présent sur le site de la gare.